# Wilhelm Ludwig Hertz
Pour les articles homonymes, voir Hertz (homonymie).
Wilhelm Ludwig Hertz (né le 26 juin 1822 à Hambourg et mort le 5 juin 1901 à Berlin) est un libraire et éditeur berlinois.

## Biographie
Le fils d'Adelbert von Chamisso et de Marianne Hertz  étudie au lycée de Friedrichswerder à Berlin et veut en fait être peintre. Au lieu de cela, en 1840, il fait son apprentissage de libraire chez Stange à Berlin, puis chez Friedrich Johannes Frommann à Iéna. En 1844, il travaille chez Perthes (de), Besser (de) & Mauke (de) à Hambourg en tant qu'assistant. En 1847, Wilhelm Hertz épouse sa cousine Fanny (1826-1913) à Hambourg et rachète la même année la librairie Besser à Berlin. En 1848, leur fils Hans Adolf est né.
Dans les décennies suivantes, Wilhelm Hertz publie - outre des ouvrages scientifiques - Theodor Fontane, Emanuel Geibel, Gottfried Keller, Julian Schmidt, Herman Grimm et son ami Paul Heyse. Wilhelm Hertz publie plus d'un millier de titres. Un seul exemple : en 1893, le roman d'Ursley est publié par la maison d'édition, qui connaît un succès en termes d'éditions ultérieures. C'est la première grande œuvre en prose de Ricarda Huch, 29 ans.
En 1879, Wilhelm Hertz dirige l'association boursière des libraires allemands de Leipzig (de), dont il est membre depuis 1854.
En 1875, son fils Hans Adolf Hertz devient associé de la librairie Besser. Après la mort de son fils en 1895, Wilhelm vend Hertz au successeur de Cotta (de) à Stuttgart.
Wilhelm Hertz est inhumé dans l'ancien cimetière Saint-Matthieu à Berlin-Schöneberg. Sa tombe est dédiée à la ville de Berlin comme tombe d'honneur depuis 1984.
Par le mariage de sa fille Emma Hertz en 1879, il est le beau-père de l'éditeur berlinois Fritz Springer (de). Le philologue classique Martin Hertz (de) est son frère.